# Ozarba accincta
Ozarba accincta is een vlinder van de familie van de uilen (Noctuidae). De wetenschappelijke naam van deze soort is voor het eerst voorgesteld als Metachrostis accincta door William Lucas Distant in een publicatie uit 1898.
De soort komt voor in Kenia, Tanzania en Zuid-Afrika.